# 薩摩焼
薩摩焼（さつまやき）は、鹿児島県を主要製造地域とする陶磁器。国の伝統的工芸品に指定されている。2007年（平成19年）1月には鹿児島県薩摩焼協同組合により「薩摩焼」が地域団体商標となった。
江戸時代には薩摩藩の御用品として生産者と技術者が制限されており、その後、明治政府は陶磁器を貿易の重要産物と位置づけたものの需要を捌ききれず、日本全国の陶産地が参入して「SATSUMA」として輸出するようになった。そのため産地別に京薩摩、大阪薩摩、神戸薩摩、東京薩摩、横浜薩摩などを生じ、これに対して鹿児島で作られたものは本薩摩と呼ばれるようになった。

## 本薩摩
本薩摩（鹿児島薩摩）は鹿児島で作られた薩摩焼であり、陶工の定着した地ごとに苗代川系（いちき串木野市・日置市）、竪野系（姶良市・鹿児島市）、龍門司系（姶良市）、元立院系（姶良市）、平佐系（薩摩川内市）、熊野系（西之表市）の6つの系統を生じた。

### 種類

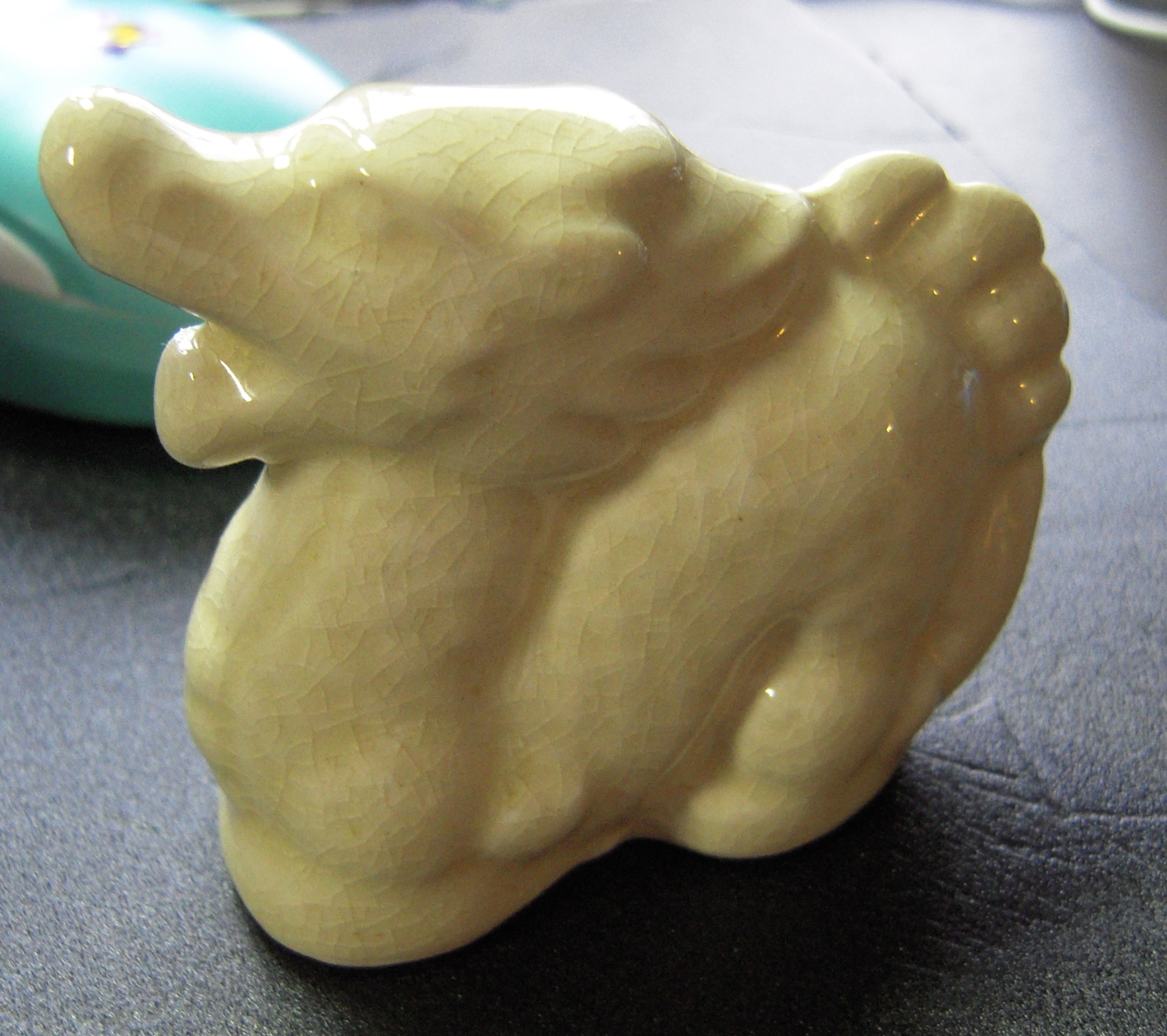
白薩摩の置物

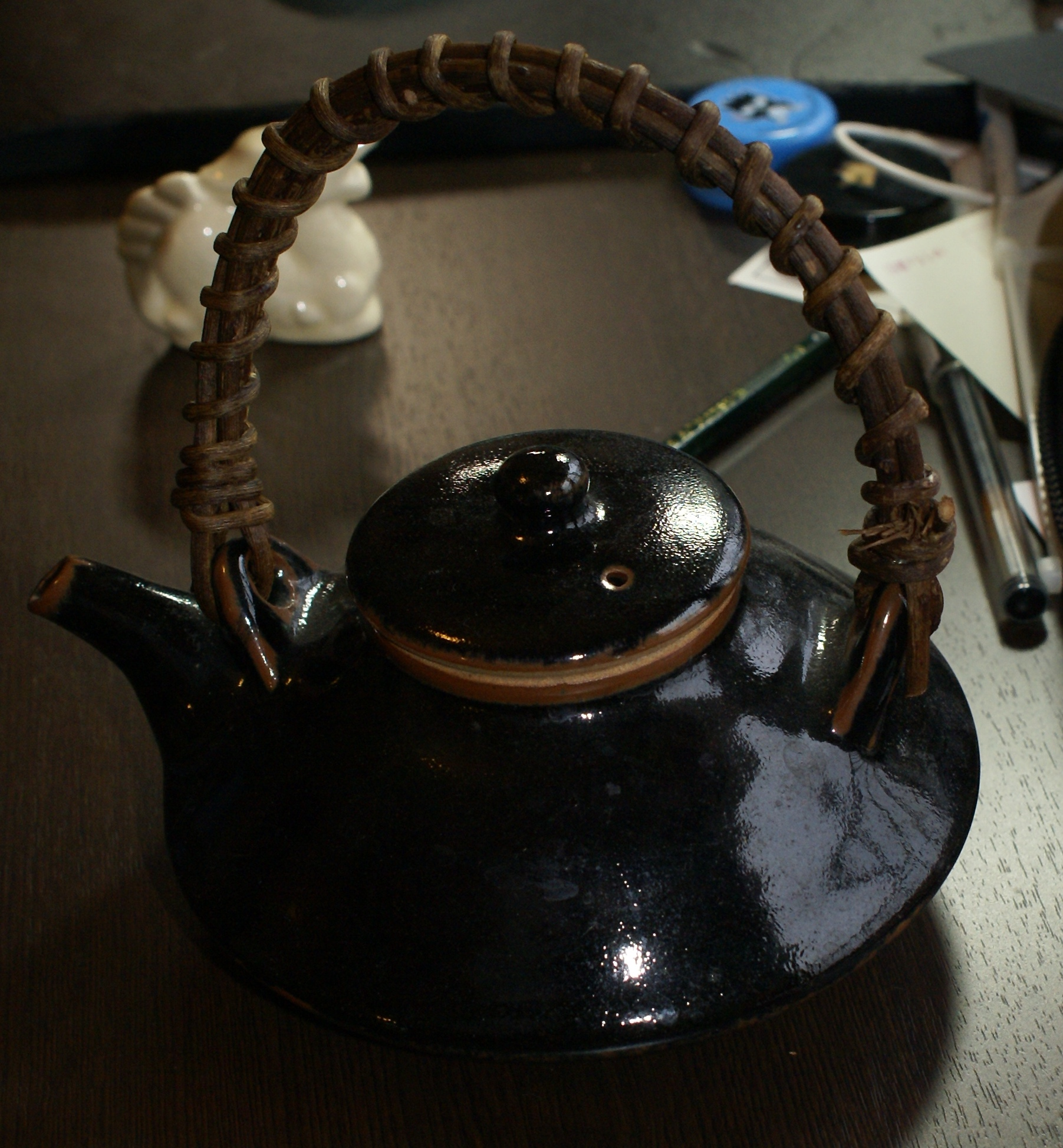
黒ぢょか

白薩摩（白もん）
薩摩藩の専用窯で発達したもので、乳白色の生地で、色絵や錦手など絢爛な装飾を施したもので上層階級の使用品や贈答品などに用いられた。
黒薩摩（黒もん）
鉄分の多い火山性の土を材料とするもので庶民の日常用の雑器として用いられた。代表的なものに薩摩焼酎を燗にするときなどに用いる黒ぢょか（黒千代香あるいは黒茶家と表記）や黒酢の仕込みに用いる甕などがある。

### 歴史
初期の薩摩焼においては豊臣秀吉の文禄・慶長の役の際にて同行して来日した朝鮮人が島津義弘の保護の下に発展させた。
1867年（慶応3年）のパリ万国博覧会で「薩摩錦手」が注目を浴び、さらに1873年（明治6年）のウィーン万国博覧会のジャポニズムの流れにのって一気に人気商品となった。しかし、その需要を鹿児島だけで捌くことはできず、鹿児島で生産された本薩摩は輸出された薩摩焼の1割にも満たないとされる。
現代でも鹿児島県内の窯元がさまざまな技法を凝らして薩摩焼を製造している。
毎年11月3日頃に「窯元まつり」、11月20日頃に「薩摩焼フェスタ」が行われる。運営は、1997年に鹿児島県内65窯元の参加を得て結成され、『鹿児島県陶業協同組合』を経て名称変更された『鹿児島県薩摩焼協同組合』。組合の初代理事長は西郷隆文で、2018年5月からは薩摩焼の窯元である苗代川焼の荒木秀樹が2代目理事長に就任。組合では他にも、窯元と地元鹿児島の飲食店がペアを組み、飲食店の雰囲気や料理を参考に、組合員である窯元が試作品を制作して納品した薩摩焼の器で料理を提供してもらうという焼物の地産地消イベント、仏壇のふすま戸や、お茶を置く部分に薩摩焼で作った焼き物を入れ込んだ、薩摩焼とコラボレーションした商品の川辺仏壇など、様々な普及活動を行っている。
2007年11月には、万博初出展140周年を記念し、フランス国立陶磁器美術館（セーヴル美術館）において「薩摩焼パリ伝統美展」が開催された。

## 他地域の薩摩

### 背景
幕末に日本が開国すると、日本の陶磁器のうち美術的に優れたものは欧米へ輸出されるようになった。薩摩藩は1867年にフランスの首都パリで開かれた万博に薩摩焼を出展し、現地で好評を得た。しかし、先述のように鹿児島では薩摩焼は御用品として生産者と技術者が制限されていた歴史があり需要を捌ききれる状況ではなかった。こうした背景から幕末から明治初期に掛けての京都で、欧米への輸出用に、より伝統的な日本のデザインを意識し、絵付けされた「京薩摩」が作られた。横浜や東京で絵付けされ、横浜港から輸出されたものは「横浜薩摩」と呼ばれた。
薩摩焼は欧米で「SATSUMA」（サツマ＝薩摩）と呼ばれた。フランスではジャポニズムの流れの中で、日本画のようなデザインで鳥や植物を描くなど、薩摩焼の影響を受けた陶器が製作された。

### 各産地
京薩摩
京都の粟田を中心地として錦光山宗兵衛や帯山与兵衛らによって輸出されたもので、1878年（明治14年）には粟田の生産額の約9割が輸出向けによるものが占めていた。
東京薩摩
東京では河原徳立が深川に設立した「瓢池園」を中心に生産された。
横浜薩摩
横浜では宮川香山を始めとし、保土田商店などで生産された。
大阪薩摩
主に米国に輸出され明治30年代に最盛期を迎えた。
神戸薩摩
京都で修業した「精巧山」が神戸で窯を開き、加賀の九谷からも画工が移住した。
加賀薩摩
赤絵九谷から発展したもので、薩摩錦手風の絵付けを施したもの。東京で薩摩絵付けを学んだ清水美山などで知られる。